# Orłenia
Orłenia (ukr. Орленя) – ukraińskie kolaboracyjne pismo wydawane w okupowanym Równem podczas II wojny światowej.
Pismo ukazywało się w okupowanym Równem od października 1941 roku do listopada 1942 roku. Było przeznaczone dla dzieci. Wychodziło co miesiąc. Funkcję redaktora naczelnego pełnił Petro Zinczenko, ale inicjatorem powstania pisma był Ułas Samczuk, który stał na czele gazety „Wołyń”. Początkowo pismo miało format A4 i liczyło 32 strony, ale w połowie 1942 roku liczba stron spadła do 16. Cieszyło się dużą popularnością zarówno na zachodniej, jak też na wschodniej Ukrainie. Publikowano w nim artykuły dotyczące dziecięcej problematyki, a także utwory literackie dla dzieci ukraińskich pisarzy.